# 1653 Yakhontovia
1653 Yakhontovia este un asteroid din centura principală, descoperit pe 30 august 1937, de Grigori Neuimin.